# هالة الصافي
سهير حسن عابدين وشهرتها (هالة الصافى) راقصة وممثلة مصرية، ولدت في الإسكندرية في 17 سبتمبر 1952
- والدها كان كابتن فريق كرة القدم بنادى الاتحاد الإسكندري
- إشتهرت برقصة البلاص
- تزوجت المطرب الشعبى متقال قناوى متقال (الريس متقال)
- أعتزلت الرقص وإتجهت للأعمال الخيرية

## فيلموجرافيا
- المشاغبون في الجيش (1984)
- القطط السمان (1981)
- ابنتى والذئب (1977)
- شاطئ العنف (1975)
- و كان الحب (1974)
- الأحضان الدافئة (1974)
- المهم الحب (1974)
- الرجل الاخر (1973)
- فندق السعادة (1972)
- شياطين البحر (1972)